# Copa del Rey de béisbol 2008
La Copa del Rey de béisbol 2008 fue la edición del año 2008 de la Copa de Su Majestad el Rey de béisbol en España.
Los cuatro primeros conjuntos clasificados en la División de Honor de la Liga Nacional de Béisbol de la tabla correspondiente a los segundos partidos (con lanzadores nacionales) obtuvieron la plaza para disputar la Copa, por lo que en 2008 se clasificaron Marlins Puerto de la Cruz, Fútbol Club Barcelona, Club de béisbol y softbol Sant Boi y El Llano Béisbol Club. 
Marlins Puerto de la Cruz y Fútbol Club Barcelona renunciaron a participar, por lo que fueron invitados Béisbol Navarra y Club Béisbol Viladecans. Tras disputarse las semifinales y la final en los estadios navarros Estadio El Soto de Burlada y Estadio José Aguadero de la Ciudad Deportiva Amaya resultó vencedor El Llano Béisbol Club, de Gijón. 

## Clasificación final
| Puesto | Equipo                             | PJ | PG | PP | CF | CC | AVE  |
| ------ | ---------------------------------- | -- | -- | -- | -- | -- | ---- |
| 1      | El Llano Béisbol Club              | 2  | 2  | 0  | 17 | 14 | 1000 |
| 2      | Club Béisbol Viladecans            | 2  | 1  | 1  | 8  | 8  | 500  |
| 3      | Club de béisbol y softbol Sant Boi | 2  | 1  | 1  | 7  | 7  | 500  |
| 4      | Béisbol Navarra                    | 2  | 0  | 2  | 13 | 16 | 0    |